# Turks-Cyprioten

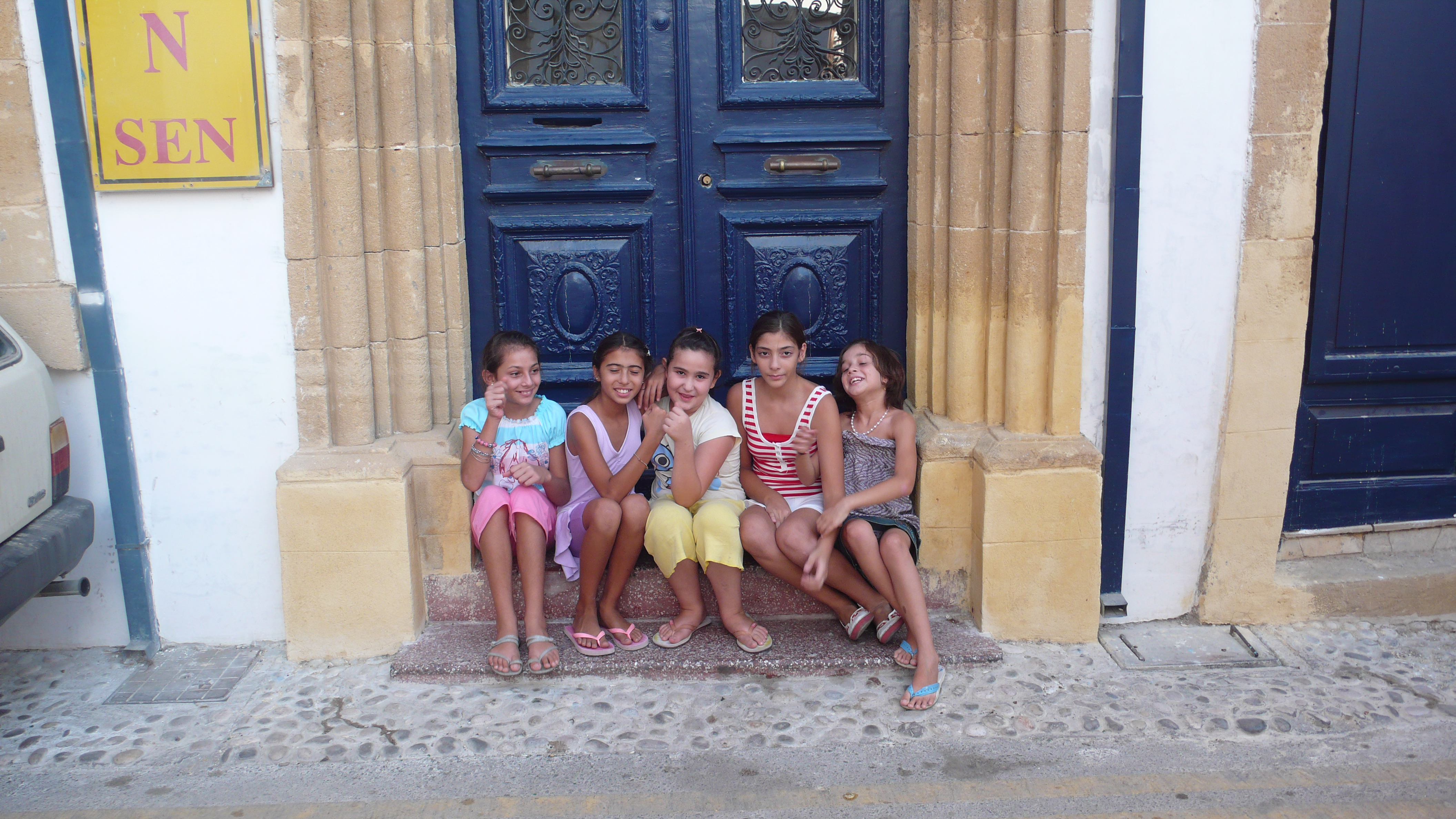
Turks-Cypriotische kinderen

Turks-Cyprioten (Turks: Kıbrıslı Türkler) zijn Cyprioten van Turkse etniciteit. Deze groep komt uit het noorden van Cyprus. De meeste Turks-Cyprioten zijn islamitisch en spreken Turks.

## Demografie
Volgens een volkstelling uit 2006 leven er 145.443 Turks-Cyprioten in Noord Cyprus die daar ook geboren zijn. Van deze groep zijn bij 120.007 beide ouders geboren in Cyprus en bij 12.628 een van beide ouders geboren in Cyprus en de andere geboren in een ander land. 132.635 Turks-Cyprioten hebben dus minstens een ouder die in Cyprus geboren is.
| Geboorteplaats (district)  | Turkis-Cypriotische bevolking geboren in Cyprus en permanent inwoner van de TRNC (2006 Census) | Mannelijk | Vrouwelijk |
| -------------------------- | ---------------------------------------------------------------------------------------------- | --------- | ---------- |
| Noord-Cyprus               | 112.534                                                                                        | 56.332    | 56.202     |
| Lefkoşa                    | 54.077                                                                                         | 27.043    | 27.034     |
| Gazimağusa                 | 32.264                                                                                         | 16.151    | 16.113     |
| Girne                      | 10.178                                                                                         | 5.168     | 5.010      |
| Güzelyurt                  | 10.241                                                                                         | 5.013     | 5.228      |
| İskele                     | 4.617                                                                                          | 2.356     | 2.261      |
| District niet aangegeven   | 1.157                                                                                          | 601       | 556        |
| Zuid-Cyprus                | 32.538                                                                                         | 15.411    | 17 127     |
| Nicosia (Lefkoşa)          | 3.544                                                                                          | 1.646     | 1.898      |
| Famagusta (Gazimağusa)     | 1.307                                                                                          | 598       | 709        |
| Larnaca (Larnaka)          | 6.492                                                                                          | 3.031     | 3.461      |
| Limassol (Limasol)         | 9.067                                                                                          | 4.314     | 4.753      |
| Paphos (Baf)               | 11.955                                                                                         | 5.750     | 6.205      |
| District niet aangegeven   | 173                                                                                            | 72        | 101        |
| Cyprus - ongekende locatie | 371                                                                                            | 178       | 193        |
| Totaal                     | 145.443                                                                                        | 71.921    | 73.522     |

### Diaspora
Er vond een significante exodus van Turks-Cyprioten weg van het eiland plaats in de negentiende en twintigste eeuw. Uit politieke en/of economische motieven emigreerden deze Cyprioten naar voornamelijk Turkije, het Verenigd Koninkrijk (waar in Londen nog steeds een belangrijke groep leeft) en Australië. Het ministerie van buitenlandse zaken van de Turkse Republiek Noord-Cyprus spreekt over 500.000 Turks-Cyprioten in Turkije, 200.000 in het VK en 40.000 in Australië. Daarnaast zouden er zo'n 10.000 Turks-Cyprioten in de Verenigde Staten en Canada leven, en 5.000 in andere landen (met een grotere groep hiervan in Duitsland).

## Bekende Turks-Cyprioten
- Alparslan Türkeş - rechts nationalistisch politicus in Turkije
- Colin Kâzım-Richards - voetballer
- Derviş Eroğlu - Derde president van de Turkse Republiek Noord-Cyprus
- Fatima Whitbread - wereldkampioen speerwerpen
- Hal Ozsan - acteur (Dawson's Creek, Kyle XY)
- Hussein Chalayan - modeontwerper
- İsmet Güney - kunstenaar en ontwerper van de vlag van Cyprus
- Mehmet Ali Talat - tweede president van de Turkse Republiek Noord-Cyprus
- Rauf Denktaş - eerste president van de Turkse Republiek Noord-Cyprus
- Ziynet Sali - zangeres